# 大塚秀喜
大塚 秀喜（おおつか ひでき、1961年（昭和36年）10月18日 - ）は、日本の政治家。茨城県桜川市長（3期）。

## 来歴
茨城県真壁郡真壁町（現在の桜川市真壁町）生まれ。茨城県立土浦工業高等学校、中央工学校卒業。真壁町議会議員を3期、桜川市議会議員を2期務めた。
2013年（平成25年）10月13日に行われた桜川市長選挙に真壁医師会の推薦を受けて立候補。「公設民営」による新中核病院建設を訴え、現職の中田裕ら2候補を破り初当選した。10月30日、市長就任。
2017年（平成29年）の市長選は第48回衆議院議員総選挙の影響で1週間延期され、衆院選と同じ10月22日に実施された。元市議の榎戸和也ら2候補を破り再選した。
2021年（令和3年）6月5日、体調不良を訴えPCR検査を受け、翌6月6日に新型コロナウイルスの陽性が判明した。
2021年（令和3年）10月17日、新人2人を破り3選。